# Был ли Марко Поло в Китае?
«Был ли Марко Поло в Китае?» («Действительно ли Марко Поло был в Китае?»; англ. Did Marco Polo Go to China?) — книга директора китайского отделения Британской национальной библиотеки Фрэнсис Вуд, опубликованная в 1995 году. В издании основой служит критика «Книги чудес света» Марко Поло с доказательствами того, что венецианский путешественник не был в Китае и являлся компилятором средневековых сведений Европы о Востоке.

## Претензии к Марко Поло
Г. Франке и Дж. Хаегер ещё до книги Ф. Вуд ставили под сомнение путешествие Марко Поло в Китай. Но Г. Франке после выхода книги исследовательницы отказался от своей гипотезы.
Как считает Ф. Вуд, Марко Поло в своих путешествиях дальше Константинополя или Чёрного моря не доходил. Основные претензии Ф. Вуд к венецианцу определил П. Джексон:
1. имеются пропуски данных, которые должны были быть у путешественника — нет упоминания китайского чаепития и Китайской стены;
2. отсутствие имени Марко Поло в китайских источниках;
3. ложные сведения об участии венецианца в осаде и захвате китайского города, событие которого произошло за год до появления там Марко Поло.

## Критика
После выхода книги Ф. Вуд появилось много несогласных с её доводами. Возражение вызывает аргумент, что Марко Поло не описал Китайскую стену. Однако известное нам сооружение было построено во времена империи Мин (1368—1644), уже после венецианского путешественника.
Также претензией было отсутствие в китайских источниках упоминания Марко Поло. Китайский исследователь Ян Чжицзю (кит. упр. 杨志玖) обнаружил такое известие, в котором говорится о миссии Марко Поло в Персию для сопровождения монгольской принцессы Кокачин.